# Aldobrandini
Aldobrandini a fost o familie florentină de jurisconsulți, oameni politici și ecleziaști. Principalii membrii au fost: Ippolito (1536-1605), papa sub numele de Clement al VIII-lea 1592, constructor de vile omonime la Roma și Frascati; Cinzio (1560-1610), cardinal, mecena și prieten a lui Torquato Tasso, primul posesor al frescelor din epoca augustă (numite Nunta aldobrandină), acum la Muzeele Vaticane.